# Кубасово (Московская область)
Кубасово — деревня в Ступинском районе Московской области в составе Семёновского сельского поселения (до 2006 года входила в Хатунский сельский округ). На 2016 год в Кубасово 4 улицы и 5 переулков. Впервые в исторических документах селение упоминается в 1709 году, в конце XIX века в деревне был сооружён кирпичный часовенный столб (сейчас — действующая часовня, приписанная к церкви Рождества Пресвятой Богородицы в Хатуни).

## Население
| 2002 | 2006 | 2010 |
| ---- | ---- | ---- |
| 22   | ↘11  | ↗34  |

Кубасово расположено в юго-западной части района, на реке Лопасня, высота центра деревни над уровнем моря — 131 м. Ближайшие населённые пункты: Антипино — примерно в 1 км на юг, Залуги — около 1,5 км на запад (за рекой), Хатунь — в 1,5 км на север и Съяново в 1 км восточнее.